# Мвеене, Кеннеди
Ке́ннеди Мвеене (англ. Kennedy Mweene; 11 декабря 1984, Лусака, Замбия) — замбийский футболист, вратарь «Мамелоди Сандаунз» и сборной Замбии. Победитель кубка африканских наций 2012 года, участник кубка африканских наций 2006, 2008, 2010 и 2015 годов.
В составе «Лусака Селтик» Мвеене стал обладателем Кубка Замбии, а в составе «Фри Стэйт Старс» стал победителем второго дивизиона ЮАР.
Кеннеди Мвеене признавался лучшим вратарём чемпионата ЮАР 2009 года.

## Биография
В футбол Кеннеди Мвеене начал играть в качестве нападающего любительской команды под названием «Стэйт Хаус». По некоторым данным, однажды, Мвеене стал лучшим бомбардиром и лучшим вратарём одного из любительских турниров.

### Клубная карьера
Кеннеди Мвеене начал свою профессиональную карьеру в 2004 году в клубе «Лусака Селтик». Уже в своём первом сезоне Мвеене выиграл кубок Замбии. Несмотря на успех в кубке, в чемпионате команда выступила неудачно и, заняв последнее место, вылетела во второй дивизион. После этого Мвеене перешёл в «Китве Юнайтед». В этом клубе он также задержался на год и после окончания чемпионата Замбии перешёл в южноафриканский клуб «Фри Стэйт Старс».
До конца сезона 2005/06 Мвеене принял участие в 8-и матчах, но это не спасло его клуб и он вылетел во вторую лигу. В следующем сезоне Мвеене принял участие в 19-и матчах и помог своему клубу вновь попасть в высший дивизион. Вернувшись в высший дивизион, Кеннеди Мвеене стал основным голкипером команды и уже в ноябре у него появились предложения от других клубов Премьер-лиги, однако сам вратарь сказал, что он не заинтересован в том, чтобы покинуть свой клуб. 9 марта 2008 года на 54-й минуте матча с «Кайзер Чифс» Мвеене забил свой первый гол в карьере, поразив ворота соперника с пенальти.
В следующем сезоне вратарь голов не забивал, хотя и принял участие в 29-и матчах. По итогам сезона его признали лучшим вратарём чемпионата ЮАР и лучшим игроком клуба. Сразу после окончания сезона интерес к вратарю проявляли «Кайзер Чифс» и «Орландо Пайретс», но руководство «Фри Стэйт Старс» попросило за него 10 миллионов рандов и поэтому игрок остался в клубе.
В сезоне 2009/10 Мвеене забил 2 гола в 28-и матчах. А в следующем сезоне он сыграл во всех 30-и матчах и забил 3 гола и вновь был признан лучшим игроком клуба. В середине 2011 года у голкипера подошёл к концу контракт и об интересе к нему заявили «Аякс» из Кейптауна и «Мамелоди Сандаунз», но вскоре Мвеене опроверг все слухи и подписал с клубом новый контракт.

### Карьера в сборной
В составе молодёжной сборной Замбии Кеннеди Мвеене выигрывал молодёжный Кубок КОСАФА.
Кеннеди Мвеене дебютировал в главной сборной Замбии 22 мая 2004 года в матче со сборной Малави, который завершился поражением замбийцев со счётом 0:2.
В 2006 году главный тренер сборной Замбии Калуша Бвалья включил вратаря в список футболистов, отправляющихся в Египет на Кубок африканских наций. Турнир Мвеене начал в качестве резервиста Джорджа Колала. Первые два матча замбийцы проиграли, и в последнем ничего не решающем матче с ЮАР Бвалья доверил место в основном составе Кеннеди. В итоге Замбия выиграла матч со счётом 1:0, но всё равно отправилась домой, заняв 3-е место в группе.
Через два года Мвеене отправился на свой второй Кубок африканских наций, на этот раз уже в качестве основного голкипера. В первом матче замбийцы победили сборную Судана со счётом 3:0, но в следующем матче потерпели разгромное поражение от Камеруна 1:5, а в последнем матче не сумели обыграть египтян. Таким образом, вновь заняв 3-е место в группе, замбийцы покинули турнир.
В 2010 году Кеннеди отправился на очередной Кубок африканских наций и вновь в качестве первого номера. На этот раз замбийцы, не без труда, но вышли из группы. В четвертьфинале Замбии предстоял матч с Нигерией. Основное и дополнительное время матча закончилось нулевой ничьей, в послематчевой серии Мвеене забил свой пенальти, но это не спасло его сборную от поражения со счётом 4:5.
В 2012 году главный тренер сборной Замбии Эрве Ренар вновь включил Кеннеди в список игроков на Кубок африканских наций. И Кеннеди Мвеене становится настоящим героем Замбии на турнире. За 6 игр он пропустил всего 3 мяча, причем все на групповом этапе (1 от Сенегала, 2 от Ливии) и помог «медным пулям» впервые в истории выиграть золото кубка Африканских наций. В полуфинальном матче против Ганы в самом начале матча Кеннеди Мвеене отразил пенальти от Асамоа Гьяна и сохранил свои ворота вне прикосновенности. А в финальном матче ему не забил пенальти сам Дрогба Дидье, пробив выше ворот. В серии послематчевых пенальти Кеннеди отразил третий удар «слонов» по его воротам, но арбитр из Сенегала заставил повторить попытку (Мвеене до удара вышел из ворот). Повторный пенальти Сола Бамбы оказался точным. А пятый удар у замбийцев в серии забил Кеннеди Мвеене. Серия затянулась, команды реализовали по 7 ударов, после чего Кеннеди отразил очередной пенальти, но его партнер Рейнфорд Калаба ударом выше ворот продлил серию. В итоге промах Жервиньо принес Замбии долгожданную победу, а Кеннеди Мвеене стал настоящим открытием турнира.

## Достижения

### Командные
Сборная Замбии
- Обладатель кубка африканских наций: 2012

«Лусака Селтик»
- Обладатель кубка Замбии: 2004

«Фри Стэйт Старс»
- Чемпион второго дивизиона ЮАР: 2007

### Личные
- Лучший вратарь чемпионата ЮАР: 2009
- Входит в символическую сборную кубка африканских наций 2012 года

## Личная жизнь
Кумирами Кеннеди Мвеене являются первый президент Замбии Кеннет Каунда, вратарь сборной Франции чемпион мира и Европы Фабьен Бартез и вратарь сборной Германии Оливер Кан.